# HD21427
GSC3715-1249 є подвійною зорею, що знаходиться  у сузір'ї Жираф.
Ця подвійна система має видиму зоряну величину в смузі V приблизно 6,4.
Вона розташована на відстані близько 337,3 світлових років від Сонця.

## Подвійна зоря
Головна зоря цієї системи належить до хімічно пекулярних зір й має спектральний клас A2.
В той же час спектральний клас іншої компоненти залишається  ще не визначеним.

## Фізичні характеристики
Зоря HD21427 обертається 
досить швидко 
навколо своєї осі. Проєкція її екваторіальної швидкості на промінь зору становить  Vsin(i)=117км/сек.